# Vasúti, légi vagy vízi közlekedés veszélyeztetése
A vasúti, légi vagy vízi közlekedés veszélyeztetése egy bűncselekmény, amelyet a Büntető Törvénykönyv 233. §-a határoz meg az alábbiak szerint:
233. § (1) Aki a vasúti, a légi vagy a vízi közlekedés szabályainak megszegésével más vagy mások életét vagy testi épségét veszélyezteti, bűntett miatt három évig terjedő szabadságvesztéssel büntetendő.
(2) A büntetés
a) egy évtől öt évig terjedő szabadságvesztés, ha a bűncselekmény súlyos testi sértést,
b) két évtől nyolc évig terjedő szabadságvesztés, ha a bűncselekmény maradandó fogyatékosságot, súlyos egészségromlást vagy tömegszerencsétlenséget,
c) öt évtől tíz évig terjedő szabadságvesztés, ha a bűncselekmény halált,
d) öt évtől tizenöt évig terjedő szabadságvesztés, ha a bűncselekmény kettőnél több ember halálát okozza, vagy halálos tömegszerencsétlenséget
okoz.
(3) Aki az (1) bekezdésben meghatározott bűncselekményt gondatlanságból követi el, vétség miatt egy évig terjedő szabadságvesztéssel, a (2) bekezdésben meghatározott esetekben az ott tett megkülönböztetés szerint két évig, három évig, egy évtől öt évig, illetve két évtől nyolc évig terjedő szabadságvesztéssel büntetendő.
(4) A büntetés korlátlanul enyhíthető - különös méltánylást érdemlő esetben mellőzhető - azzal szemben, aki a veszélyt, mielőtt abból káros következmény származott volna, önként megszünteti.